# بوغابة
بوغابة هو فيلم تلفزي مغربي صدر سنة 2013، من إخراج إدريس الروخ، وبطولة كل من عمر لطفي، وفرح الفاسي، وإدريس الروخ، ومحمد الشوبي، وعائشة ماه ماه، وحسن فولان. تصور الأحداث تعلق شاب وحبه الشديد للغابة، وصراعه مع جهة غامضة تسعى لاستغلال ثرواتها دون حق.

## القصة
يحكي الفيلم قصة «بوغابة»، الشخص الوحيد الذي يعيش حياة هنيئة وسط الطبيعة حيث ولد وترعرع. يُقرر في يوم من الأيام الزواج من الشابة «يامنة»، وهي ابنة رئيس القرية المتواجدة على حدود الغابة مقر إقامته، ويبدآن حياة جديدة معا. ذات يوم، يلاحظ «بوغابة» بينما كان في نزهة بريقا غريبا في السماء فتبدأ منذ ذلك الحين مشاكله.

## روابط خارجية
- فيلم بوغابة مع قاعدة بيانات الأفلام العربية